# Lời sám hối muộn màng
Lời sám hối muộn màng là bộ phim dài tập năm 2006 thuộc loạt phim Cảnh sát hình sự chuyển thể từ tiểu thuyết Hồ sơ một tử tù.

## Nội dung
Phim kể về cuộc đời của Phạm Bạch Đàn, một người hiền lành chất phác nhưng sa ngã do những người xung quanh.
Mẹ Đàn sinh Đàn dưới gốc một cây Bạch đàn khi đang làm đồng nên đặt tên anh là Bạch Đàn. Đàn có một mối tình thời niên thiếu với một cô gái tên Dịu. Đàn bị Bằng, bạn cùng phòng ký túc xá chơi khăm, anh định đẩy hắn từ ban công xuống đất và bị buộc thôi học. Một năm sau, anh thi lại và đỗ nhưng do quy chế sinh viên bị thôi học phải hai năm mới được nhận nên anh tìm đến một mỏ vàng để làm. Hội của Đàn xô xát với một băng nhóm khác, sau đó, anh bị bắt. Anh bóp cổ chết một phạm nhân trong khi vượt ngục, sau khi vượt ngục, anh quay lại mỏ vàng rồi trở thành lãnh chúa ở đây, anh nảy sinh tình cảm với một phụ nữ mại dâm và họ có con nhưng không lâu sau cô và đứa bé chết do rắn cắn. Công an truy bắt Đàn đến một ngôi chùa và anh tự nguyện để công an bắt lần thứ hai.

## Diễn viên
- Trung Hiếu trong vai Phạm Bạch Đàn
- Công Lý
- Quốc Quân trong vai Hân